# Товстенко Віталій Пилипович
Віталій Пилипович Товстенко (нар. 1924, Згурівка Яготинського району нині Броварський район — пом. загинув 22 серпня 1942 с. Згурівка) — керівник підпілля на Київщині в Яготинському районі в час Німецько-радянської війни, один з героїв книги П.Березовської і Н.Дяченко «Двічі страчені-вічно живі».

### Бойовий шлях
Народився в 1924 року в с. Згурівка Яготинського району Київської області – загинув 22 серпня 1942 р., Похований разом з 29 побратимами в с. Згурівка. Легендарний керівник Згурівського підпільного повстанського комітету в часи гітлерівської окупації. До німецької окупації з родиною жив у селищі Згурівка, працював заступником голови виконкому Згурівської селищної ради. Був мобілізований на фронт, потрапив в оточення. У вересні 1941 року з бійцями-односельцями дістався до Згурівки та очолив підпілля в окупованому районі. Для контролю за репресіями окупаційної влади, наказом підпільної організації заступив на посаду бургомістра в місцевій господарчо-постачальній окупаційній структурі. Підтримував зв‘язки з Новобасанським (І.Л.Дяченко «Лукич») та Київським (Кулик Г.І.) підпіллями, виконував їх доручення з постачання провізією місцевих і Новобасанських партизан. Створив госпіталь у Згурівці – головний лікар Бурлаков, пекарню в с. Красному – завідувач Лопата І.Є. та схрони для звільнених радянських військовополонених в селищі Згурівка та селах Аркадіївка, Середівка, Стара Оржиця і Турівка. Арештований нацистами  і закатований в ніч з 21 на 22 серпня 1942 року. Після звільнення Згурівки від окупантів районна газета повідомила: “…Ніколи не забуде народ нашого району дату 22 серпня 1942 р., коли німецькі кати розстріляли 23 чоловіки наших людей, які не хотіли гнути спину під нагайкою ворога. В числі розстріляних т.т. Товстенко В. П., Соболь М. П., Міхно Я. С., Желага І. А. і др.“ (―Прапор Леніна―, 22 червня 1944 р.) 